# Analyta samarialis
Analyta samarialis là một loài bướm đêm trong họ Crambidae.